# Marcel Aboulker
Pour les articles homonymes, voir Aboulker.
Marcel Aboulker est un réalisateur français, né le 1er janvier 1905 à Alger et mort le 7 septembre 1952, à Garches, dans les Hauts-de-Seine. 

## Biographie
Né dans une famille de médecins, Marcel Aboulker entre à Polytechnique en 1924. Écrivain et homme de radio, il se lance dans le cinéma dans les années 1930 sous le nom de Marcel Paul ; il est notamment assistant réalisateur sur Prisons de femmes de Roger Richebé, et passe à la réalisation en 1939. Revenu à Alger après 1940, il joue un rôle actif lors du débarquement américain de novembre 1942, évènement qu'il relate dans  Alger et ses complots, paru en 1945.
Après la guerre, il entame une fructueuse carrière de réalisateur de comédies. Il meurt prématurément, en 1952, emporté par une brève maladie.  

### Parenté
Marcel Aboulker est le cousin du neurochirurgien José Aboulker, Compagnon de la Libération et Croix de Guerre, du chirurgien et Professeur Pierre Aboulker, le chirurgien du Général de Gaulle, et le père de la compositrice Isabelle Aboulker et de la romancière Florence Aboulker. Il était le gendre du compositeur Henry Février et le beau frère du pianiste Jacques Février.

## Filmographie
- 1939 : En correctionnelle (court métrage)
- 1940 : Les Surprises de la radio (sous le nom de Marcel Paul)
- 1948 : Les Aventures des Pieds-Nickelés
- 1950 : Le Trésor des Pieds-Nickelés
- 1950 : La Dame de chez Maxim
- 1951 : Les Mousquetaires du roi co-réalisé avec Michel Ferry (film inachevé)
- 1952 : Les femmes sont des anges

## Publication
- Marcel Aboulker, Alger et ses complots, Les Documents Nuit et Jour, Paris, 1945